# كريستيان بومان
كريستيان بومان (بالإنجليزية: Christian Bowman)‏ مواليد 11 مارس 1975، هو ممثل أمريكي بدأ مسيرته الفنية سنة 2004. من أعماله مدينة الخطيئة: سيدة لتقتل من أجلها. كما ظهر في مسلسلات لعبة الكذب، بريزون بريك والضياع.

## روابط خارجية
- كريستيان بومان على موقع IMDb (الإنجليزية)
- كريستيان بومان على موقع ألو سيني (الفرنسية)
- كريستيان بومان على موقع قاعدة بيانات الفيلم (الإنجليزية)
- كريستيان بومان على موقع كينوبويسك (الروسية)